# 数字根
数字根（すうじこん、英: digital root）とは、正の整数値の各位の和（数字和）を求め、結果の数字和を求め、という操作を繰り返し、最終的に得られる 1 桁の数を指す。
例えば、65536 の数字根は 7 である。（6 + 5 + 5 + 3 + 6 = 25 → 2 + 5 = 7）
一般に正の整数値 n の数字根は n を 9 で割った余りに等しいので、全ての桁の数字を加算するのではなく、9 を法とする合同式によって計算可能であり、巨大な数の数字根を求める際に時間を節約できる。
数字根はチェックサムの一種としても利用できる。例えば、加算において和の数字根と被加数の数字根の和の数字根は常に等しい。これを利用した検算方法として九去法がある。

## 性質
特定の数の数字根の特殊例として、次のようなものがある。
- 0 の数字根は 0 である。
- 一般に正の整数値 n の数字根は n を 9 で割った余りに等しい。ただし、余りが 0 の場合は、数字根は 9 に等しい。
- 0 以外の 9 の倍数の数字根は 9 である。
- 0 以外の 3, 6 の倍数の数字根は 3, 6, 9 のいずれかである。
- 平方数の数字根は 1, 4, 7, 9 のいずれかである。
- 立方数の数字根は 1, 8, 9 のいずれかである。
- 3 以外の素数の数字根は 1, 2, 4, 5, 7, 8 のいずれかである。
- 2の冪の数字根は 1, 2, 4, 5, 7, 8 のいずれかである。
- 6 以外の偶数の完全数の数字根は 1 である。
- 三角数の数字根は 1, 3, 6, 9 のいずれかである。
- 6 以上の階乗の数字根は 9 である。これは、3と6をかけているためである。

## 数字根による抽象乗算
以下の表は、十進数の九九の表から数字根を求めたものである。最初の行と列はかける数である。例えば、2x5 = 1 となるが、これは積である 10 の数字根が 1 であることを意味する。
| dr | 1 | 2 | 3 | 4 | 5 | 6 | 7 | 8 | 9 |
| -- | - | - | - | - | - | - | - | - | - |
| 1  | 1 | 2 | 3 | 4 | 5 | 6 | 7 | 8 | 9 |
| 2  | 2 | 4 | 6 | 8 | 1 | 3 | 5 | 7 | 9 |
| 3  | 3 | 6 | 9 | 3 | 6 | 9 | 3 | 6 | 9 |
| 4  | 4 | 8 | 3 | 7 | 2 | 6 | 1 | 5 | 9 |
| 5  | 5 | 1 | 6 | 2 | 7 | 3 | 8 | 4 | 9 |
| 6  | 6 | 3 | 9 | 6 | 3 | 9 | 6 | 3 | 9 |
| 7  | 7 | 5 | 3 | 1 | 8 | 6 | 4 | 2 | 9 |
| 8  | 8 | 7 | 6 | 5 | 4 | 3 | 2 | 1 | 9 |
| 9  | 9 | 9 | 9 | 9 | 9 | 9 | 9 | 9 | 9 |

この表には対称性のある面白い数字のパターンが表れている。例えば、9 をかけた結果の数字根は常に 9 である。このパターンは、9 の倍数ごとのブロックとして無限に繰り返される。
9 番目の行と列を無視すれば、半群 {J/(9), X} が残る。J/(9) とは、9 を法とする剰余類で分けられた整数の集合であり、X はこの半群上の元の間の抽象乗算を意味する。a と b が {J/(9), X} の元であるとき、aXb は mod (axb, 9) であり、axb は通常の乗算を表す。言い換えれば、次の式の c を求めていることに他ならない。
{\displaystyle a\times b\equiv c{\pmod {9}}}
もちろん、c は axb の数字根であり、(a,b) は共に J と {J/(9), X} の元である。

## 形式的定義
{\displaystyle n} の各位の和（数字和）を求める関数を {\displaystyle f(n)} とする。{\displaystyle f(n),f(f(n)),f(f(f(n))),\dotsb } と計算していくと、最終的に定数値に収束する。この定数値（{\displaystyle n} の数字根）を求める関数を {\displaystyle f^{*}(n)} とする。

### 例
{\displaystyle 1853} の数字根は次のように求められる。
{\displaystyle f(1853)=1+8+5+3=17\,}

{\displaystyle f(17)=1+7=8\,}
したがって、{\displaystyle f^{*}(1853)=8} となる。

### 定数値が存在することの証明
{\displaystyle f(n),f(f(n)),f(f(f(n))),\dotsb } が最終的に定数となることの証明は以下の通り。
{\displaystyle x=d_{1}+10d_{2}+\dotsb +10^{n-1}d_{n}} とし、{\displaystyle 0\leq d_{i}\in \mathbb {Z} <10} とする（全ての {\displaystyle i} について {\displaystyle d_{i}} は 0 以上、10 未満の整数である）。すると、{\displaystyle f(x)=d_{1}+d_{2}+\dotsb +d_{n}} となる。つまり {\displaystyle d_{2},d_{3},\dotsb ,d_{n}=0} でない限り {\displaystyle f(x)<x} が成り立ち、{\displaystyle d_{2},d_{3},\dotsb ,d_{n}=0} であるということは、{\displaystyle x} が 1 桁であることを意味する。従って {\displaystyle f(x)} を繰り返し適用していくと {\displaystyle x} は小さくなっていき、最終的に 1 桁の数になり、その時点で {\displaystyle f(d_{1})=d_{1}} なので定数となる。

## 合同式による定義
合同式による定義は次の通りである。
{\displaystyle \operatorname {dr} (n)={\begin{cases}0&{\mbox{if}}\ n=0,\\9&{\mbox{if}}\ n\neq 0,\ n\ \equiv 0{\pmod {9}},\\n\ {\rm {mod}}\ 9&{\mbox{if}}\ n\not \equiv 0{\pmod {9}}.\end{cases}}}
または
{\displaystyle {\mbox{dr}}(n)=1\ +\ ((n-1)\ {\rm {mod}}\ 9).\ }
基数 b が異なる位取り記数法の数字根では、上記の式の 9 を b - 1 に置き換えればよい。